# Катаболизъм
Катаболизъм (от гръцки: κάτω – „надолу“ и βάλλειν – „изхвърлям“) е комплекс от метаболитни пътища, който разгражда молекулите на малки части като освобождава енергия. При катаболизма големите макромолекули като полизахариди, липиди, нуклеинови киселини и протеини се разграждат до съставните им мономери монозахариди, мастни киселини, нуклеотиди и аминокиселини, съответно. Тъй като тези макромолекули са изградени от дълги вериги от малките мономерни единици (моно = едно + мер = част), големите верижни молекули се наричат полимери (поли = много). От химична гледна точка биологичните макромолекули са поликондензати, а не полимери, но терминът е дълбоко навлязъл в употреба, поради което, с известна уговорка, се допуска тази малка неточност.
Клетките използват тези мономери получени от разграждането на полимерите или за да синтезират от тях собствени полимери или да ги разградят още повече до въглероден диоксид и вода, при което се освобождава метаболитна енергия. В зависимост от типа биомолекули се освобождават и някои други отпадни продукти като млечна киселина, оцетна киселина, амоний и уреа. Получаването на отпадните продукти е резултат от процес на окисление, при което се освобождава енергия, част от която се губи под формата на топлина, а останалата част се използва за синтеза на макроергичното съединение аденозинтрифосфат (ATФ). Тази молекула е енергийната валута на клетката и се използва за трансфер на енергията, освободена при катаболитните реакциии, към енергоемките процеси на анаболизма. Това означава, че катаболизмът доставя нужната енергия за съществуването и растежа на клетките. Катаболизмът включва различни процеси като гликолиза, цикъл на Кребс, разграждането на мускулен протеин за освобождаване на аминокиселини необходими като субстрати за гликонеогенезата, както и разграждането на мазнините до мастни киселини в адипозната тъкан.